# Янжулы
Янжулы — дворянский род, происходящий из Гетманщины. Восходит к концу XVII века и записанный в VI части родословной книги Черниговской губернии. Есть ещё несколько дворянских родов Янжулов более позднего происхождения.

## Описание герба
В голубом поле меч и стрела, опрокинутые в андреевский крест и сопровождаемые сверху сердцем, с боков двумя звездами и снизу звездой с полумесяцем под ней. Щит увенчан дворянскими шлемом и короной.

## Представители
- Янжул, Иван Иванович (1846—1914) — экономист и статистик, педагог, деятель народного образования, один из первых в России фабричных инспекторов.
- Янжул, Екатерина Николаевна — российская писательница, жена предыдущего